# قاعدة حرير الجوية
قاعدة حرير الجوية هي فرع لطيران للجيش الأمريكي وقاعدة جوية للعمليات الخاصة للقوات الجوية الأمريكية في ناحية حرير ، محافظة أربيل، إقليم كردستان، العراق، وهي أقرب قاعدة جوية أمريكية غرب الحدود الإيرانية حيث المسافة بينهما 115 كيلومتراً.
كانت القاعدة معروفة سابقًا باسم قاعدة باشور الجوية واحتلها الجيش الأمريكي خلال عملية التأخير الشمالي ضمن الغزو الأمريكي للعراق عام 2003 .
وفي عملية العزم الصعب، استضافت القاعدة وحدات جوية عسكرية أمريكية متنوعة متنوعة  منها:
- بيلاتوس بي سي-12من قيادة العمليات الخاصة للقوات الجوية [3]
- بوينغ سي إتش-47 شينوك من الكتيبة 160 للعمليات الخاصة (المحمولة جوا) (160 SOAR (A)) [3]
- سيكورسكي يو إتش-60 بلاك هوك من فوج عمليات الطيران الخاصة المحمول جوا SOAR (A) [3]
- جنرال أتوميكس MQ-1C جراي إيجل من جيش الولايات المتحدة [4]

وفي تشرين الثاني سنة 2019، بدأت القوات الخاصة الأمريكية التابعة لقوة دلتا المتمركزة في قاعدة حرير بعملية سرية في سورية أدت إلى مقتل أمير تنظيم الدولة أبي بكر البغدادي.
تُعدّ قاعدة حرير متطورة وفيها صواريخ دفاعية وطائرات قتالية هجومية ورادات حديثة.